# Homoanarta peralta
Homoanarta peralta là một loài bướm đêm trong họ Noctuidae.